# Zorea, Krînîcikî
Zorea (în ucraineană Зоря) este un sat în comuna Katerînopil din raionul Krînîcikî, regiunea Dnipropetrovsk, Ucraina.

## Demografie
Componența lingvistică a localității Zorea
     Ucraineană (96,36%)
     Rusă (3,64%)
Conform recensământului din 2001, majoritatea populației localității Zorea era vorbitoare de ucraineană (96,36%), existând în minoritate și vorbitori de rusă (3,64%).